# Seimatosporium salicinum
Seimatosporium salicinum är en svampart som först beskrevs av August Karl Joseph Corda, och fick sitt nu gällande namn av Nag Raj 1993. Seimatosporium salicinum ingår i släktet Seimatosporium och familjen Amphisphaeriaceae.   Inga underarter finns listade i Catalogue of Life.